# Larache CF
Larache Club de Fútbol byl španělský fotbalový klub sídlící ve městě Larache ve Španělském protektorátu v Maroku. Klub byl založen v roce 1940 pod názvem Sociedad Deportiva Larache. V roce 1956, kdy skončila španělská nadvláda nad severním územím Maroka, klub zaniká. Na jeho místě byl založen arabský klub Club Chabab Larache.
Největším úspěchem klubu je desetiletá účast ve třetí nejvyšší soutěži (v sezónách 1945/46 – 1951/52 a 1953/54 – 1955/56). Své domácí zápasy hrál klub na stadionu Estadio Santa Bárbara s kapacitou 4 900 diváků.

## Historické názvy
- 1940 – SD Larache (Sociedad Deportiva Larache)
- 1945 – PD Larache (Patronato Deportivo Larache)
- 1947 – Larache CF (Larache Club de Fútbol)

## Umístění v jednotlivých sezonách
Legenda: Z - zápasy, V - výhry, R - remízy, P - porážky, VG - vstřelené góly, OG - obdržené góly, +/- - rozdíl skóre, B - body, červené podbarvení - sestup, zelené podbarvení - postup, světle fialové podbarvení - přesun do jiné soutěže
| Sezóny  | Liga                        | Úroveň | Z                                                          | V                                                          | R                                                          | P                                                          | VG                                                         | OG                                                         | B                                                          | +/-                                                        | Pozice |
| ------- | --------------------------- | ------ | ---------------------------------------------------------- | ---------------------------------------------------------- | ---------------------------------------------------------- | ---------------------------------------------------------- | ---------------------------------------------------------- | ---------------------------------------------------------- | ---------------------------------------------------------- | ---------------------------------------------------------- | ------ |
| 1945/46 | Tercera División – sk. X    | 3      | 18                                                         | 7                                                          | 3                                                          | 8                                                          | 36                                                         | 36                                                         | 0                                                          | 17                                                         | 4.     |
| 1946/47 | Tercera División – sk. X    | 3      | 18                                                         | 4                                                          | 5                                                          | 9                                                          | 32                                                         | 42                                                         | -10                                                        | 13                                                         | 9.     |
| 1947/48 | Tercera División – sk. VIII | 3      | 26                                                         | 12                                                         | 2                                                          | 12                                                         | 51                                                         | 55                                                         | -4                                                         | 26                                                         | 7.     |
| 1948/49 | Tercera División – sk. VI   | 3      | 26                                                         | 5                                                          | 5                                                          | 16                                                         | 16                                                         | 39                                                         | -23                                                        | 15                                                         | 14.    |
| 1949/50 | Tercera División – sk. V    | 3      | 34                                                         | 6                                                          | 7                                                          | 21                                                         | 43                                                         | 102                                                        | -59                                                        | 19                                                         | 17.    |
| 1950/51 | Tercera División – sk. VI   | 3      | 30                                                         | 8                                                          | 3                                                          | 19                                                         | 34                                                         | 74                                                         | -40                                                        | 19                                                         | 16.    |
| 1951/52 | Tercera División – sk. VI   | 3      | Klub se odhlásil v průběhu sezóny, výsledky byly anulovány | Klub se odhlásil v průběhu sezóny, výsledky byly anulovány | Klub se odhlásil v průběhu sezóny, výsledky byly anulovány | Klub se odhlásil v průběhu sezóny, výsledky byly anulovány | Klub se odhlásil v průběhu sezóny, výsledky byly anulovány | Klub se odhlásil v průběhu sezóny, výsledky byly anulovány | Klub se odhlásil v průběhu sezóny, výsledky byly anulovány | Klub se odhlásil v průběhu sezóny, výsledky byly anulovány | 16.    |
| ...     |                             |        |                                                            |                                                            |                                                            |                                                            |                                                            |                                                            |                                                            |                                                            |        |
| 1953/54 | Tercera División – sk. VI   | 3      | 36                                                         | 15                                                         | 3                                                          | 18                                                         | 65                                                         | 87                                                         | -22                                                        | 33                                                         | 11.    |
| 1954/55 | Tercera División – sk. XIII | 3      | 16                                                         | 7                                                          | 3                                                          | 6                                                          | 29                                                         | 24                                                         | +5                                                         | 17                                                         | 3.     |
| 1955/56 | Tercera División – sk. XIII | 3      | 18                                                         | 10                                                         | 1                                                          | 7                                                          | 36                                                         | 34                                                         | +2                                                         | 21                                                         | 4.     |